# Valtatie 29
Pour les articles homonymes, voir Valtatie et Route nationale 29.
La route nationale 29 (en finnois : Valtatie 29, en suédois : Riksväg 29) est une route nationale de Finlande menant de Keminmaa à Tornio.
Elle mesure 17 kilomètres de long.

## Trajet
La route nationale 29 traverse les villes et (municipalités) suivantes : Keminmaa – Tornio.